# Hreljići (Marčana)
Pour les articles homonymes, voir Hreljići.
Hreljići (en italien : Cregli) est une localité de Croatie située en Istrie, dans la municipalité de Marčana, dans le comitat d'Istrie. En 2001, la localité comptait 116 habitants.

## Démographie
| 1948 | 1953 | 1961 | 1971 | 1981 | 1991 | 2001 |
| ---- | ---- | ---- | ---- | ---- | ---- | ---- |
| 162  | 172  | 163  | 148  | 102  | 105  | 116  |